# Яново (Гомельская область)
Яново (бел. Янова) — агрогородок в Столбунском сельсовете Ветковского района Гомельской области Белоруссии.

## Административное устройство
До 11 января 2023 года являлся административным центром и входил в состав Яновского сельсовета. В связи с объединением Столбунского, Малонемковского и Яновского сельсоветов Ветковского района Гомельской области в одну административно-территориальную единицу — Столбунский сельсовет, включен в состав Столбунского сельсовета.

## География

### Расположение
В 45 км на северо-восток от Ветки, 65 км от Гомеля.

## Транспортная сеть
Транспортные связи по автодороге, которая соединяет деревню с Веткой. Планировка состоит из прямолинейной улицы, ориентированной с юго-востока на северо-запад и застроенной двусторонне деревянными домами усадебного типа.

## История
По письменным источникам известна с XVII века как деревня в Минском воеводстве Великого княжества Литовского. В 1765 году 29 дымов. После 1-го раздела Речи Посполитой (1772 год) в составе Российской империи. В 1785 году во владении арендатора К. Вышинского. В 1850 году собственность казны. В фольварке, располагавшемся рядом, в 1871 году начал работать винокуренный завод. Помещики Козловы владели в 1871 году 203 дзесятинами, а помещик Богуш — 1048 десятинами земли. В 1885 году действовали ветряная мельница, хлебозапасный магазин. Согласно переписи 1897 года в Столбунской волости Гомельского уезда Могилёвской губернии; располагались: школа грамоты, 3 ветряные мельницы, маслобойня, кузница. 27 июня 1902 года сгорел 51 двор. В деревенской школе в 1907 года было 77 учеников.
В 1926 году действовали изба-читальня, лавка, почтовый пункт, 4-летняя школа. С 8 декабря 1926 года центр Яновского сельсовета Светиловичского, с 4 августа 1927 года Ветковского, с 12 февраля 1935 года Светиловичского, с 17 декабря 1956 года Ветковского, с 25 декабря 1962 года Гомельского, с 6 января 1965 года Ветковского районов Гомельского округа (до 26 июля 1930 года), с 20 февраля 1938 года Гомельской области. Часто в деревне случались пожары, а больше всего в 1920-е годы. В 1929 году создан колхоз «Путь Ильича», работали 2 ветряные мельницы и кузница. Во время Великой Отечественной войны 135 жителей погибли на фронте. В 1959 году центр совхоза «Яново». Размещены лесопилка, средняя школа, Дом культуры, библиотека, фельдшерско-акушерский пункт, детский сад, ветеринарный участок, отделение связи, 2 магазина.

## Население

### Численность
- 2004 год — 174 хозяйства, 415 жителей.

### Динамика
- 1816 год — 246 жителей.
- 1850 год — 108 дворов, 717 жителей.
- 1886 год — 149 дворов, 865 жителей.
- 1897 год — 216 дворов, 1323 жителя (согласно переписи).
- 1959 год — 825 жителей (согласно переписи).
- 2004 год — 174 хозяйства, 415 жителей.
- 2018 год - 125 хозяйств, 281 житель.
- 2020 год - 99 хозяйств, 234 жителя.

## Культура
- Дом культуры

### Традиции
- Обряд «Ваджэнне і пахаванне стралы»

## События и мероприятия
- Региональный обряд «Ваджэнне і пахаванне стралы» (29 мая 2025, Столбун, Яново, Неглюбка, Казацкие Болсуны).

## Известные уроженцы
- Василькова, Татьяна Вергеевна — Герой Социалистического Труда